# Люди (Средиземье)
Люди (англ. Men) — в легендариуме Дж. Р. Р. Толкина гуманоидная раса, по большинству физических и биологических характеристик соответствующая Homo sapiens реального мира.
На квенья эльфы называли людей атани (кв. Atani), что буквально означает «второй народ» (первыми были эльфы), а также хилдор (кв. Hildor, «последователи»), апанонар (кв. Apanónar, «послерождённые») и фиримар, или фирьяр (кв. Fírimar / кв. Firyar, «смертные»). С меньшим снисхождением людей называли также энгвар (кв. Engwar, «болезненные») за их подверженность болезням и смерти, а также за гораздо менее приятную внешность по сравнению с эльфами. На синдарине «атани» превратилось в «эдайн», но позже этот термин применяли только к людям, дружественным эльфам. Другими названиями людей на синдарине были афадрим (синд. Aphadrim), эбоэннин (синд. Eboennin) и фиребрим (синд. Firebrim), или фириат (синд. Firiath).
Будучи второрождённой расой Средиземья, в отличие от эльфов люди были смертными и в целом более слабыми и подверженными злу по сравнению с эльфами.

## Происхождение
Раса людей — вторая раса, созданная Эру Илуватаром. Поскольку люди пробудились только с первым восходом Солнца (в отличие от эльфов, пробудившихся задолго до этого), эльфы звали их «послерождёнными» (англ. Afterborn). Люди пробудились в Хильдориэне на дальнем востоке Средиземья.
Люди наделены Даром Людей — смертностью, в отличие от бессмертных эльфов, чей срок жизни равен сроку существования Арды. При смерти эльфа (в битве или от неизбывной тоски) их фэа (души) отправляются в Чертоги Мандоса, где они либо пребывают до скончания мира, либо получают разрешение на вторичное воплощение в том же теле (хроа). При смерти же людей они уходят из Арды в место, неизвестное даже Валар, и не возрождаются более в Кругах Мира.

## Группы и народности людей
Хотя все люди Средиземья были родственны друг другу, существовало множество их отдельных групп, обладавших собственными культурами. Ниже представлены наиболее известные из них.
| Народ/группа                                                              | Культура                                                               | Язык                    | Аналог в реальном мире                              |
| ------------------------------------------------------------------------- | ---------------------------------------------------------------------- | ----------------------- | --------------------------------------------------- |
| Бри                                                                       | Деревенская, сельскохозяйственная Земляные, деревянные и каменные дома | Вестрон                 | Средневековая Англия                                |
| Беорнинги                                                                 | Деревянные залы; пчеловодство, молочное животноводство                 | Вестрон                 | Скандинавская мифология (Бёдвар Бьярки); Беовульф   |
| Дейл                                                                      | Городская, торговля, таверны                                           | Собственный             | Германская средневековая Европа                     |
| Друэдайн Дикие люди, бесы (Púkel-men), уозы (Woses)                       | Лесная                                                                 | Собственный             | Европейские средневековые легенды о диком человеке  |
| Дунлендинги Дикари Дунланда                                               | Сельскохозяйственная                                                   | Вестрон Дунландский     | Бритты                                              |
| Истерлинги (восточане) Народ Рун (People of Rhûn), Кибитники (Wainriders) | Лошади, боевые колесницы                                               | Собственный             | Гунны                                               |
| Гондор и дунэдайн                                                         | Городская, каменная архитектура; литература, музыка                    | Вестрон Синдарин Квенья | Византийская империя Древний Египет Готы Лангобарды |
| Харадрим Южане                                                            | Пустынная; боевые слоны; пиратские корабли                             | Собственный             | Враги Древнего Рима                                 |
| Всадники Рохана Рохиррим Эорлинги                                         | Сельскохозяйственная, верховая езда; деревянные медовые залы           | Рохиррик Вестрон        | Англо-саксы Готы                                    |
| Варяги Ханда (Variags of Khand)                                           | Наёмники                                                               | Собственный             | Варяги                                              |

### Эдайн

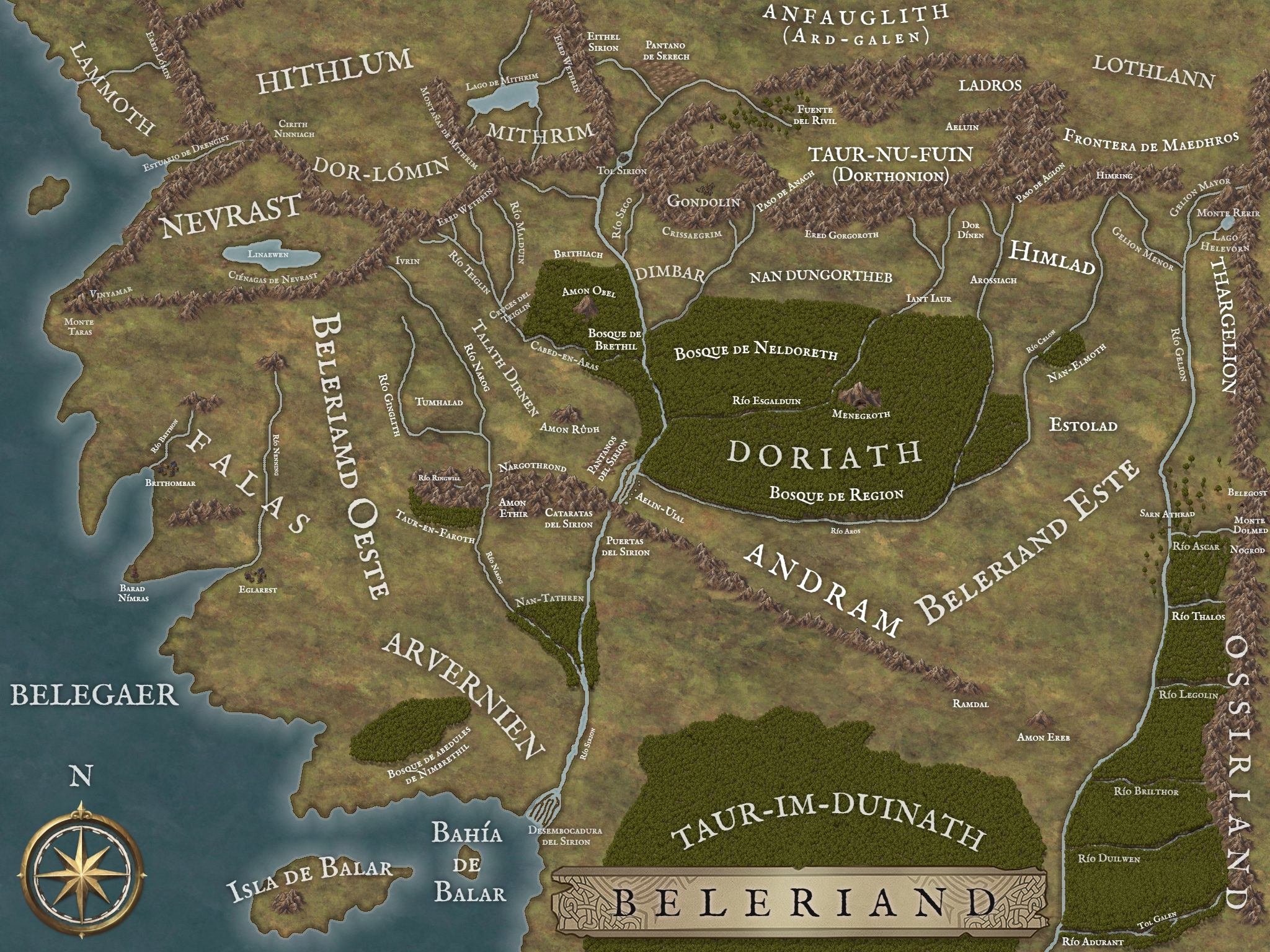
Карта Белерианда

Наиболее известной группой людей в легендах Первой эпохи были эдайн. Хотя это слово обозначало всех людей, эльфы называли им тех людей, которые вместе с ними сражались против Моргота в Белерианде. Эдайн разделялись на три Дома:
- Первый Дом, или Дом Беора, пришедший в Белерианд в 305 г. и проживавший в ленном владении Ладрос в Дортонионе, дарованном им Финродом Фелагундом.
- Второй Дом, или Дом Халет, вошёл в Белерианд под водительством Халдада, а позднее — его дочери Халет, и осел в лесу Бретиль.
- Третий Дом эдайн, ставший величайшим из всех, возглавлял изначально Марах, а позднее — его потомок Хадор. Люди Третьего Дома осели в Дор-ломине, части Хитлума. Этот дом известен и как Дом Мараха, и как Дом Хадора.

Предков эдайн называли квенийским словом атанатари (кв. Atanatári), означающим отцы людей. Использование этого слова до конца неясно: иногда оно используется для обозначения эдайн Первой эпохи, иногда относится только к Беору, Мараху и их современникам, а иногда — используется для обозначения тех народов, от которых произошли эдайн.

### Дунэдайн
«В награду за страдания в борьбе с Морготом» Валар даровали эдайн собственный остров между Средиземьем и Аманом. Там возникло государство Нуменор. Оно располагалось на острове в форме пятиконечной звезды, расположенном к западу от Средиземья.
Путешествие эдайн на этот остров возглавил Эльрос с помощью своего отца Эарендиля, который вёл людей через море в виде одноимённой яркой звезды. Достигнув Нуменора, Эльрос стал его первым королём под именем Тар-Миньятур, а эдайн получили имя дунэдайн (на синдарине обозначающее «люди Запада»). Королевство Нуменор постепенно возрастало и увеличивалось в своём могуществе, и дунэдайн стали величайшими и благороднейшими из людей Арды. Вместе с эльфами нуменорцы воевали в Средиземье против приспешника и наследника Моргота — Саурона.
С ростом силы и власти людей Запада они стали возмущаться своей смертностью. Они хотели стать бессмертными, подобно эльфам, и вечно наслаждаться своей безмерной властью. Нуменорцы отвернулись от Валар, начали называть Дар людей Проклятием людей и проклинать запрет Валар, запрещавший им пускаться в плавание на запад за пределы видимости Нуменора и тем более — достигать Валинора.
В 2899 году Второй эпохи Ар-Адунахор стал первым королём Нуменора, взявшим тронное имя на адунаике, языке людей, вместо квенья, языка эльфов. Это привело к противостоянию между разными группировками людей Нуменора. Они разделились на «людей короля», которые пользовались поддержкой монарха и большинства жителей страны и использовали адунаик, и «верных», возглавляемых владыкой Андуниэ, самого западного поселения Нуменора, которые оставались друзьями эльфов и говорили на квенья.
Саурон, который ко второму тысячелетию Второй эпохи был почти разгромлен эльфами, воспользовался этим разделением. Он сдался в плен последнему королю Нуменора, Ар-Фаразону, и со временем стал его ближайшим советником. Саурон убедил короля попытаться завоевать Валинор силой оружия и отнять у Валар дар бессмертия. Ар-Фаразон согласился, и в качестве наказания Нуменор был поглощён гигантской волной. Однако некоторые из «верных» смогли спастись в Средиземье и основали там королевства Гондор и Арнор.

#### Гондор
Дунэдайн Гондора постепенно смешивались с другими народами, так называемыми «людьми сумерек» (англ. Men of Twilight) — дальними родичами Трёх Домов эдайн, такими, например, как северяне Рованиона. В середине II тысячелетия Третьей эпохи это привело к гражданской войне, когда Эльдакар, человек смешанного происхождения и законный наследник престола, был низложен Кастамиром, который мог похвастаться чистой кровью дунэдайн. Эльдакар был вынужден отправиться в ссылку, а Кастамир, прозванный «Узурпатором», захватил трон. Через десять лет Эльдакар вернулся вместе с союзниками с Севера и победил Кастамира. Однако его сыновьям и многим из его последователей удалось бежать в Умбар.
Также к людям Гондора относились народы из отдельных провинций и вассальных княжеств, которые не происходили от нуменорцев. Некоторые из этих людей были более смуглыми; среди наиболее известных из них, упоминаемых в романе «Властелин колец», были Форлонг Толстяк и люди Лоссарнаха, приславшие свои войска в Минас Тирит перед началом его осады в конце Третьей эпохи.

#### Арнор
Перед основанием Арнора на его территориях уже проживало значительное количество нуменорцев-эмигрантов. Кроме того, перед прибытием дунэдайн в Арноре также жили местные аборигены из числа «людей Сумерек», и первые колонисты очень скоро смешались с коренным населением.
После смерти десятого короля в Арноре между тремя его сыновьями, одновременно заявившими претензии на трон, разразилась гражданская война. В результате королевство было разделено на три части — Артэдайн, Кардолан и Рудаур. Эти королевства со временем оказались втянутыми в войну с королём-чародеем Ангмара и одно за другим погибли, хотя небольшое количество дунэдайн уцелело и стало следопытами Севера. Через много лет один из вождей следопытов, Арагорн II, воссоединил Гондор и Арнор в виде Воссоединённого королевства.

#### Чёрные нуменорцы
Верные не были единственными нуменорцами, уцелевшими в Средиземье после падения Нуменора. Когда Нуменор стал господствовать на морях, многие нуменорцы основали в Средиземье колонии. Во втором тысячелетии Второй эпохи начался исход людей из перенаселённого Нуменора: в частности, покидали остров люди короля, желавшие покорения новых земель, и верные, преследуемые королями. Верные осели в Пеларгире, а люди короля — в Умбаре. Когда Нуменор был уничтожен, оставшиеся люди короля стали известны как «чёрные нуменорцы» и сохранили враждебность по отношению к верным Гондора.
Из их рядов Саурон привлёк в свои ряды людей, некоторые из которых впоследствии стали назгулами. Однако о их происхождении известно очень мало, и, по некоторым легендам, они происходили из земель, располагавшихся к востоку и югу от Мордора.
Из чёрных нуменорцев происходила также и недоброй памяти королева Берутиэль, жена Тараннона Фаластура, короля Гондора.

#### Умбарские пираты
Во время гражданской войны в Гондоре побеждённые мятежники, приверженцы Кастамира, бежали в Умбар. После этого Умбар стал злейшим врагом Гондора. Мятежники, укрывшиеся там, смешались с оставшимися чёрными нуменорцами и стали известны под именем умбарских пиратов.
Люди Кастамира забрали с собой большую часть флота Гондора, тем самым ослабив его и усилив военно-морскую мощь Умбара. Позднее Гондору удалось завоевать Умбар, но впоследствии он снова потерял его.
Ко времени Войны Кольца пираты смешались с харадрим, став народом метисов, у которого уже почти не осталось нуменорской крови. Во время битвы на Пеленнорских полях соединённый флот, состоявший из «пятидесяти больших кораблей Умбара и меньших судов — без счёта», совершил набег на портовый город Пеларгир в Лебеннине, но был захвачен Арагорном и армией Мёртвых, после чего ополчение Южного Гондора под командованием Арагорна на пиратских судах поднялось вверх по Андуину к Минас Тириту и участвовало в снятии с города осады, нанеся войскам Саурона неожиданный удар в спину.

### Дунландцы и родственные им народы
Когда Элендиль основал королевство Арнор, его границы быстро расширились до реки Гватло, аналогично расширялся и Гондор через Энедвайт. В Энедвайте и Минхириате жила группа людей, родственных Дому Халет, которые и стали известны как дунландцы (англ. Dunlendings). Они жили в огромных лесах, покрывавших большую часть Эриадора, и когда нуменорцы начали вырубать эти леса для постройки своих кораблей во Вторую эпоху, дунэдайн быстро настроили дунландцев против себя. Хотя оба этих народа были родственны друг другу, дунэдайн не признавали дунландцев за сородичей, ибо языки их очень сильно отличались. Позже дунландцы стали злейшими врагами Рохана — к этому привела миграция Эотеода на земли дунландцев и основание там королевства под эгидой Гондора. В Войне Кольца они служили Саруману и участвовали в Битве при Хорнбурге на его стороне.
Также родственны дунландцам были Народ Холмов, сражавшийся за Ангмар в войне против Арнора, Люди Гор, проклятые Исилдуром и ставшие Мёртвыми из Дунхарга, и люди, населявшие вместе с хоббитами Пригорье.

### Северяне
Северяне (англ. Northmen) состояли из двух основных групп. Первую из них составляли люди, не служившие Морготу (и впоследствии Саурону), но оставшиеся к востоку от Синих и Мглистых гор. К ним после Войны Гнева присоединились эдайн, не пожелавшие отправиться в Нуменор (также как и некоторые нолдор в конце Первой эпохи остались в Средиземье, став владыками лесных эльфов). Северяне, жившие в Великом Зеленолесье и других частях Рованиона, были дружественны по отношению к дунэдайн, по большей части будучи их сородичами, и многие из них перешли в подданство Гондора. Люди Дейла и Эсгарота также были северянами, равно как и лесные люди Лихолесья, беорнинги и Эотеод, позже ставший народом рохиррим.

### Харадрим
Восточнее Умбара жила ещё одна группа людей, харадрим, также называемые южанами или Людьми юга. Они были темнокожими и использовали в боевых действиях огромных олифаунтов, или мумакил. Враждебные Гондору харадрим были впервые покорены в 1050 г. Т. Э. Хьярмендакилом I.
К началу Войны Кольца и Умбар, и Харад остались без наблюдения со стороны угасающего Гондора и представляли собой гигантскую угрозу, исходившую с юга. Многие харадрим сражались в войсках Саурона в Гондоре. Однако Толкин недвусмысленно намекал, что харадрим, равно как и истерлинги, были подло обмануты и были в лучшем случае пешками в руках Саурона.

### Истерлинги
Большинство людей, сражавшихся в армиях Моргота и Саурона, назывались истерлингами («восточными людьми»), происходившими из областей вокруг моря Рун на востоке Средиземья.
В конце Первой эпохи некоторые племена истерлингов предложили свои услуги эльфийским королевствам Белерианда; сильнейшими среди них были Бор и Ульфанг (прозванный Чёрным) и их сыновья. Вассалитет истерлингов впоследствии обернулся катастрофой для нолдор в Нирнаэт Арноэдиад, когда Ульфанг и его клан переметнулись к Морготу, в то время как Бор и его сыновья героически погибли, сражаясь на стороне Союза Маэдроса.
После поражения Моргота Саурон расширил своё влияние на истерлингов и, несмотря на поражение Саурона от Последнего союза в конце Второй эпохи, истерлинги были первыми, кто снова атаковал Гондор в 492 г. Т.Э. Король Ромендакил I нанёс им сокрушительное поражение, но они совершили новое вторжение в 541 г. и убили короля Ромендакила. Его сын Турамбар отвоевал у истерлингов большие территории. В последующие столетия Гондор правил истерлингами. Однако, когда власть Гондора начала уменьшаться в двенадцатом столетии Третьей эпохи, истерлинги захватили весь восточный берег Андуина (кроме Итилиэна), сокрушив союзников Гондора, северян.
Истерлинги в Третьей эпохе разделялись на различные племена, такие, к примеру, как Люди Повозок и Балхот. Люди Повозок были конфедерацией истерлингов, особенно активной в 1856—1944 гг. Т. Э. Они представляли серьёзную угрозу Гондору в течение многих лет, но были полностью разгромлены королём Эарнилом II в 1944 г. Когда королевская династия Гондора прервалась в 2050 г., истерлинги начали внутреннюю реорганизацию, и жестокое племя Балхот стало самым важным из них. В 2510 г. они снова вторглись в Гондор и завоевали большую часть Каленардона, пока не были разгромлены Эотеодом, пришедшим на помощь Гондору.
После этого разгрома и до Войны Кольца вторжений истерлингов в Гондор больше не было. В самой же этой войне они были среди самых яростных воинов, посланных на Битву на Пеленнорских полях Сауроном.

### Друэдайн
Ещё одной группой людей были друэдайн, которых на вестроне называли «дикими людьми» (Wild Men) или «уозами» (Wose). Они казались низкорослыми и скрюченными в сравнении с другими людьми. Жили они в Первую эпоху среди народа Халет и считались за эдайн среди эльфов, которые называли их друэдайн (от слова «друг» (англ. Drûg), термина, которыми называл этих людей народ Халет). Ещё тогда они прославились как следопыты, немногим уступавшие эльфам. Орков они ненавидели, а те настолько боялись их, что опасались даже их статуй, которые лесовики изготавливали так искусно, что их принимали за живых существ.
Некоторое количество друэдайн жило в Нуменоре, но ещё до гибели острова все они вернулись в Средиземье.
В конце Третьей эпохи некоторые друэдайн жили в Друаданском лесу (названном в их честь) в Гондоре, небольшие по численности, но опытные в лесной жизни. Они сражались против орков, которые забредали в их лес, с помощью отравленных стрел. Из-за ужасного недоразумения рохиррим некоторое время охотились на них как на диких зверей. Однако ко времени битвы на Пелленорских полях это было в прошлом (так, маршал Эльфхельм говорил Мерри, что с рохиррим лесовики не воюют, соблюдая в их отношении вооружённый нейтралитет).
В Войне Кольца они сыграли ключевую роль в обеспечении помощи рохиррим Гондору в Битве на Пеленнорских полях, незаметно проведя войско всадников через лес. В благодарность Арагорн пообещал прекратить всякое притеснение друэдайн.
После падения Саурона король Элессар в знак признательности за помощь в Войне Кольца даровал друэдайн лес Друадан в качестве владения «на вечные времена».

### Другие народности
В произведениях Толкина упомянуты и другие народности людей, играющие относительно небольшую роль в истории Средиземья. Среди них примечателен народ лоссот (Lossoth) — суровые люди, жившие у ледяного залива Форохел на Крайнем Севере.
В «Хоббите» Толкин также упоминает великанов, обитавших во Мглистых горах. Эти великаны могут быть родственны расе людей, хотя обрывочная информация о них до сих пор вызывает споры об их истинном происхождении и даже об их существовании в качестве отдельной расы в мире Толкина.

## Хоббиты
В «Прологе» «Властелина колец» хоббиты называются роднёй людей. Об этом же говорится в некоторых других местах. В Бри их даже называли маленькими людьми. Однако хоббиты являются отдельной расой или народом и не включаются в число людей.

## Языки людей
- Языки Эдайн
  - Талиска (общий язык Первого и Третьего домов)
    - Адунаик (язык Нуменорцев)
      - Чёрный Адунаик (язык Чёрных Нуменорцев)
      - Вестрон, или Всеобщее наречие (язык Арнора и Гондора, лигва франка всех рас и народов Средиземья)

    - Язык северян (язык людей Эриадора, Лихолесья и долины Андуина)
      - Наречие Дейла (язык озёрных жителей (города Дейл и Эсгарот) и людей Дорвиниона)
      - Рохиррик, язык Рохана и его жителей

  - Язык Второго дома (вымер, его прямые потомки перечислены ниже)
    - Дунландский (язык дунладцев, дикарей Энедвайта)
      - Язык холмовиков Рудаура (часть дунладцев, осевших в Эриадоре)

    - Язык Друэдайн
- Языки Харадрим (множество диалектов)
- Языки Истерлингов (множество диалектов)

## Союзы эльфов и людей
Всего в истории Средиземья было заключено четыре брачных союза между эльфами и людьми, в результате которых при определённых условиях могли рождаться как полуэльфы, так и люди:
- Берен и Лутиэн (их сын Диор родился человеком, поскольку рождение его произошло уже после воскрешения Берена и вторичного воплощения Лютиэн в виде смертной женщины).
- Туор и Идриль (их сын, полуэльф Эарендил, выбрал удел эльфов)
- Имразор и Митреллас, нандор из свиты Нимродели (их сын, Галадор, остался человеком и стал первым князем Дол-Амрота, также родилась дочь Гилмит)
- Арагорн и Арвен (Арвен добровольно отказалась от удела эльфов и стала смертной, выйдя замуж за Арагорна, и их сын Эльдарион был полноценным человеком, возможно, с полностью восстановленной для дунэдайн королевского рода особо долгой продолжительностью жизни).

### Первичные источники
1. ↑  Tolkien, 1954a, Book 1, Chapter 9 "At the Sign of the Prancing Pony".
2. ↑  Tolkien, 2002, Chapter 7 "Queer Lodgings".
3. ↑  Tolkien, 2002, Chapter 10 "A Warm Welcome".
4. 1 2  Tolkien, 1955, Book 5, Chapter 3, "The Muster of Rohan".
5. 1 2 3  Tolkien, 1955, Book 5, Chapter 5, "The Ride of the Rohirrim".
6. ↑  Tolkien, 1955, Appendix F, "The Languages and Peoples of the Third Age".
7. ↑  Tolkien, 1954, Book 4, Chapter 5 "The Window on the West".
8. 1 2  Цитируется по изданию на русском языке: Толкин Джон Роналд Руэл. Неоконченные предания Нуменора и Средиземья / пер. с англ. А. Хромова, С. Лихачёва, О. Степашкина. — АСТ, 2020. — ISBN 978-5-17-101723-1.
9. ↑  Tolkien, 1955, Book 5, Chapter 1 "Minas Tirith".
10. ↑  Tolkien, 1954, Book 4, Chapter 3 "The Black Gate is Closed".
11. ↑  Tolkien, 1954, Book 3, Chapter 6 "The King of the Golden Hall".
12. ↑  Tolkien, 1955, Book 5, Chapter 6 "The Battle of the Pelennor Fields".

### Вторичные источники
1. ↑  Shippey, 2005, p. 124.
2. ↑  Shippey, 2005, p. 91.
3. ↑  Shippey, 2005, pp. 74, 149.
4. ↑  Panshin, Cory Seidman (1969). Old Irish Influences Upon the Languages & Literature of The Lord of the Rings. Tolkien Journal. 3 (4). article 4. Архивировано 8 февраля 2024. Дата обращения: 8 февраля 2024.
5. ↑  Shippey, 2005, pp. 18, 20.
6. 1 2 3  Librán-Moreno, Miryam. Tolkien and the Study of his Sources. — McFarland & Company, 2011. — P. 84—116. — ISBN 978-0-7864-6482-1.
7. ↑  Garth, 2020, p. 41.
8. ↑  Kennedy, Maev. Tolkien annotated map of Middle-earth acquired by Bodleian library (англ.). The Guardian (3 мая 2016).
9. ↑  Shippey, 2005, pp. 144—149.
10. ↑  Tolkien, 1996, p. 79.
11. ↑  Straubhaar, Sandra Ballif (2013) [2007]. Men, Middle-earth. J.R.R. Tolkien Encyclopedia. Routledge. pp. 414–417. ISBN 978-1-135-88034-7.
12. ↑  Толкин Дж. Р. Р. Властелин Колец: т. III «Возвращение короля». Книга V, гл. 9 «Последний спор» (любое издание).
13. ↑  См., например, размышления Сэма над телом убитого южанина во «Властелине Колец»: Толкин Дж. Р. Р. Властелин Колец: т. II «Две крепости». Книга IV, гл. 4 «О травах и тушёном кролике».
14. ↑  Слово woses происходит от староанглийского слова wāsan, что означает «дикий, нецивилизованный».
15. ↑  Пролог. 1. О хоббитах (Concerning Hobbits)
16. ↑  Tolkien, J. R. R. Guide to the Names of the Lord of the Rings, «The Firstborn».
17. ↑  Carpenter, Humphrey, ed. (1981), The Letters of J. R. R. Tolkien, Boston: Houghton Mifflin, P. 131. ISBN 0-395-31555-7
18. ↑  «Братство кольца». Книга 2. Глава 1. Нежданные гости (Many Meetings): «Чепуха, Линдир, — разгорячился Бильбо. — Если тебе человека от хоббита не отличить, то я, видно, тебя переоценивал. Да это все равно что бобы путать с яблоками!»
19. ↑  Tolkien, 1996.